# Måløy
Måløyⓘ ist eine Stadt in der norwegischen Kommune Kinn in der Provinz (Fylke) Vestland. Die Stadt stellt einen von zwei Verwaltungssitzen Kinn dar und hat 3343 Einwohner (Stand: 1. Januar 2024).
Måløy liegt am Ostufer der Insel Vågsøy am südlichen Ende des Ulvesunds, der zwischen Vågsøy und dem Festland vom Vågsfjord nach Nordosten in die Bucht Sildegap südlich der Halbinsel Stadlandet führt. Die Einwohner leben fast ausschließlich vom Fischfang und der Fischverarbeitung.
Die Måløybrücke über den Ulvesund zwischen Måløy und Degnepoll auf dem Festland ist 1.224 m lang und stimmt bei Wind aus einer bestimmten Richtung ein hohes C an. Der Ort ist Anlaufstelle der Hurtigruten-Schiffe. Sehenswert ist das Fischereimuseum am Hafen.
Vom 1. bis zum 4. August 2008 war Måløy Etappenort bei der Großsegler-Regatta Tall Ships’ Race, deren erster Abschnitt von Liverpool nach Måløy führte; von dort ging es am 4. August weiter nach Bergen.